# Christian Ribeiro
Christian Michael Ribeiro (ur. 14 grudnia 1989 w Neath) – walijski piłkarz pochodzenia portugalskiego występujący na pozycji obrońcy.

## Kariera klubowa
Ribeiro jest synem Walijki i Portugalczyka. Zawodową karierę rozpoczynał w 2008 roku w Bristolu City z Championship. W sezonie 2008/2009 rozegrał tam 1 spotkanie w Pucharze Ligi Angielskiej, ale w lidze nie wystąpił ani razu. W listopadzie 2009 został wypożyczony do Stockport County z League One. W grudniu 2009 wrócił do Bristolu.
W styczniu 2010 roku został wypożyczony do Colchesteru United z League One. Jeszcze w tym samym miesiącu wrócił do Bristolu. W Championship zadebiutował 20 marca 2010 w zremisowanym 2:2 pojedynku z Newcastle United. W sezonie 2011/2012 przebywał na wypożyczeniach w grających w League One zespołach Carlisle United oraz Scunthorpe United.
Po zakończeniu tamtego sezonu Ribeiro stał się zawodnikiem Scunthorpe, z którym w następnym sezonie spadł do League Two. W 2014 roku odszedł do Exeteru City (League Two), którego barwy reprezentował do roku 2016. Następnie występował w Oxfordzie United z League One, gdzie w listopadzie 2017 zakończył karierę z powodu kontuzji kolana.

## Kariera reprezentacyjna
Ribeiro jest byłym reprezentantem Walii U-17, U-19 oraz U-21. W pierwszej reprezentacji Walii zadebiutował 23 maja 2010 roku w przegranym 0:2 towarzyskim meczu z Chorwacją.